# FASTヘルメット

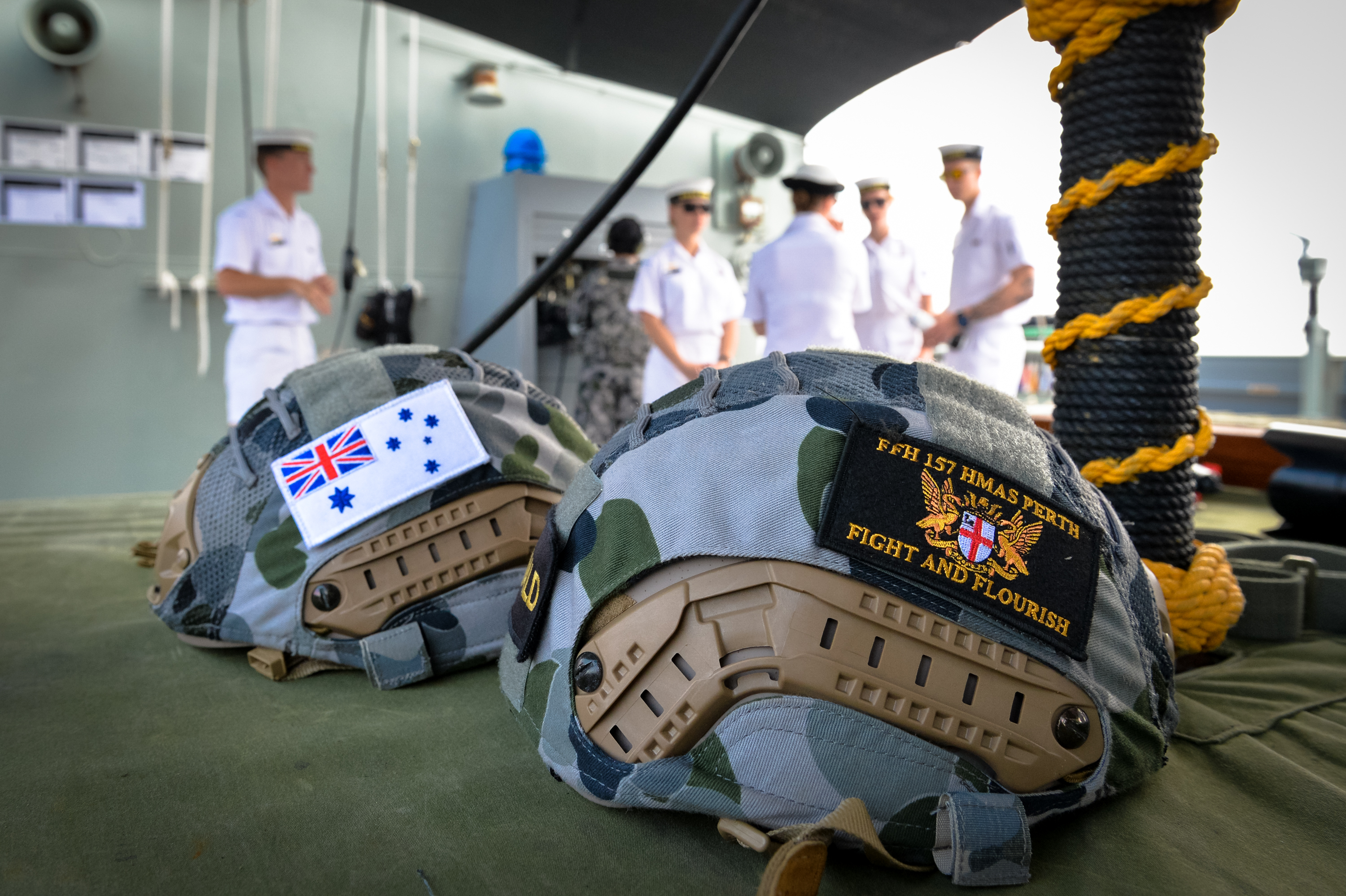
迷彩カバー付きのセントリーXP(オーストラリア海軍)

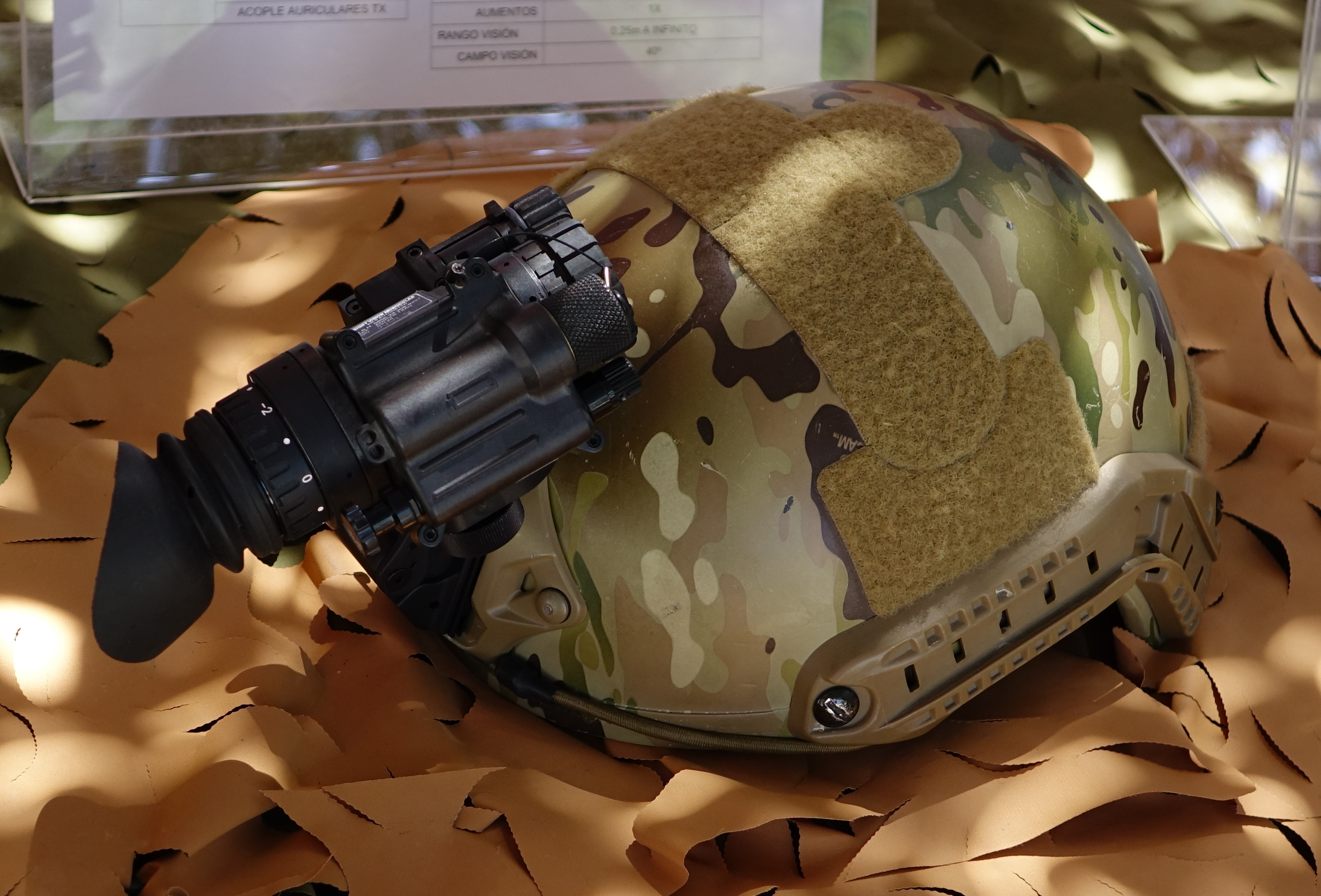
NVS-14を装着したFASTヘルメット

FASTヘルメット (FAST Helmet)は、アメリカ合衆国の「GENTEX CORPORATION社」が開発・製造している戦闘用ヘルメットである。GENTEX CORPORATION社で製造されている戦闘用ヘルメットの総称として「オプスコアヘルメット」と呼ばれることもある。
従来までの戦闘用ヘルメットに比して軽量かつ拡張性に優れた設計を特徴とし、アメリカ軍を始め、世界中の軍や法執行機関の特殊部隊で採用されている。

## 概要

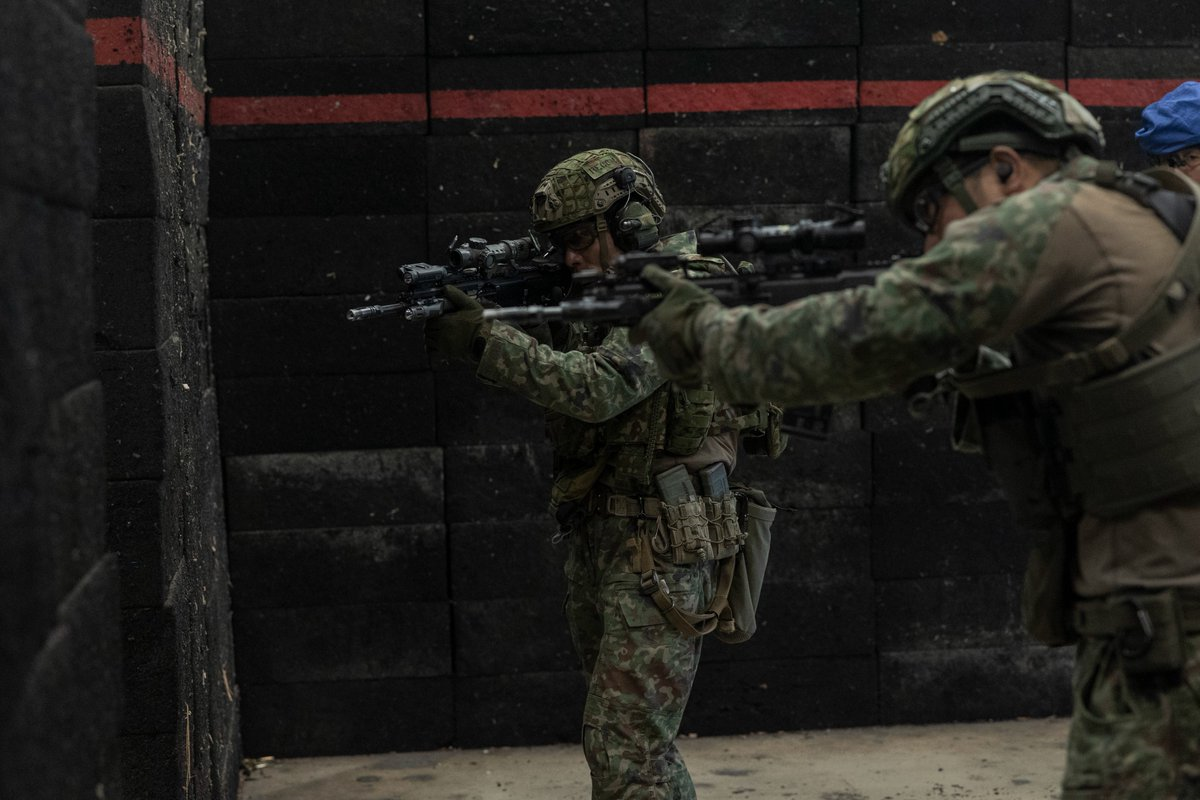
水陸機動団の隊員

FASTの大きな特徴としてヘッドセットとの併用を考慮して側面部の装甲を大きくカットしていることが挙げられる。このような設計は、アメリカ軍の特殊部隊で採用されていたMICH 2001等ですでに実用化されていたが、FASTは材質の見直しによる軽量化や暗視装置用のシュラウド、汎用サイドレールを最初から装備する等さらに先進的な設計になっている。その優れた性能からアメリカやヨーロッパ諸国以外にも採用が広がっている。
陸上自衛隊第1空挺団や水陸機動団および前身たる西部方面普通科連隊、海上自衛隊の特別警備隊および航空自衛隊航空支援官の一部隊員が着用しており、日本でも少数ながら使用が確認された。また2022年にオーストラリア国防省より公開された画像で特殊作戦群が着用していることが確認されている。
ロシアや中国においても「LSHZ1+」などFASTに影響を受けたヘルメットが開発・採用されるようになった。

## 性能

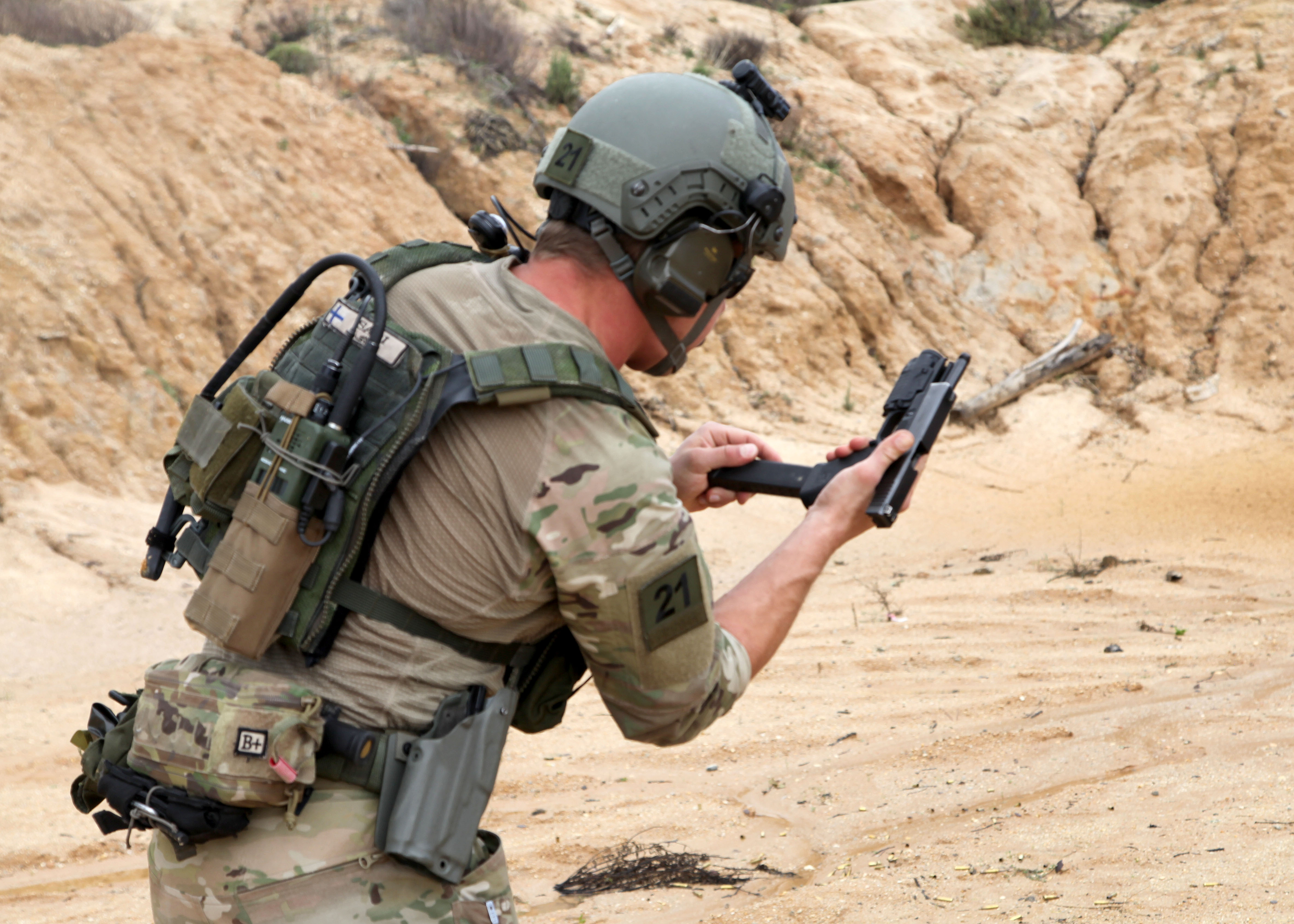
FASTを着用したフィンランド海軍特殊部隊の隊員

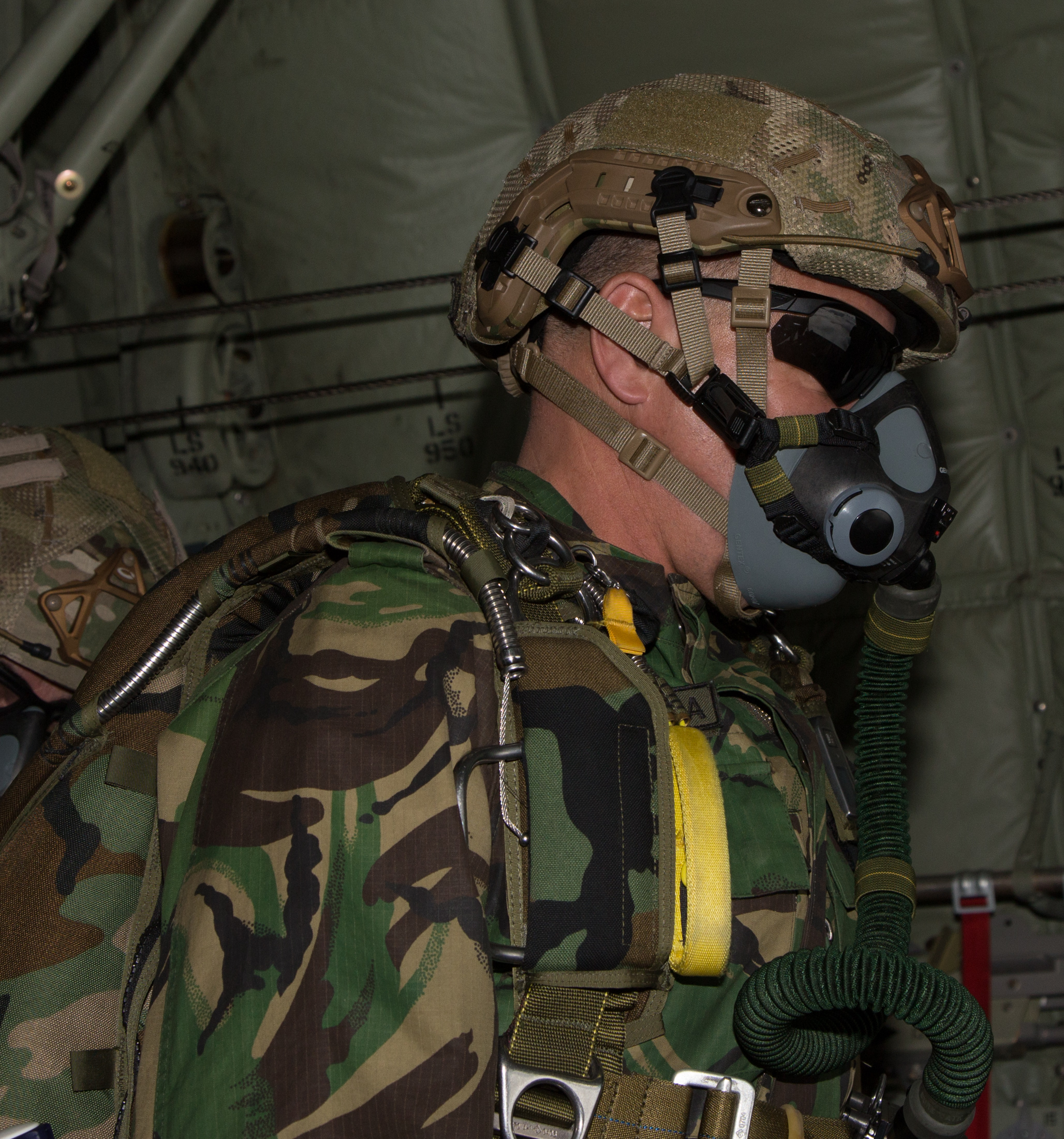
FASTを着用した空挺降下前のポルトガル軍の空挺隊員、専用のストラップを使い酸素マスクをFASTヘルメットに固定している。

防弾性能
9x19mmパラベラム弾等に対する防御力を持つが、アメリカ陸軍が正式採用しているACHよりも優れた性能を有している。
帽体
ヘッドセットとの併用を意識して耳の部分の装甲が大きくカットされている。広範囲にベルクロが貼られており、国籍パッチやIFF（敵味方識別）パッチを取り付け可能。
重量
カーボンと超高分子量ポリエチレンの複合素材によって従来の戦闘用ヘルメットよりも20パーセント重量を削減している。
内装
「ダイアルライナー」と呼ばれるシステムを採用しており、後頭部にあるダイアルを回すことでヘルメット内部のヘッドバンドの大きさを簡単に調節することが可能。ヘルメットの内側には多数のベルクロが貼られており、これに専用のクッションパッドを複数張り付けることで自分の頭部形状や任務にあった内装にすることが出来る。
チンストラップ（あご紐）
ヘルメットとの接続点が4か所で安定性が高い「4点式」チンストラップを採用している。あごからV字型にまっすぐ伸びた構造になっているため、ACHの4点式チンストラップと比べて暗視装置装着時の安定性が向上している。紐の長さ調節具は4か所にあり、片手で調節できる他、端末処置が不要な設計になっている。
アクセサリー・レール・コネクター
ゴーグル、ヘルメットカメラ、ライト、酸素マスク等の装着を目的とした汎用レール。ピカティニー・レールの取り付けも可能。前方には暗視装置の脱落防止に使用するバンジーコードが2本取り付けられている。
NVGシュラウド
暗視装置（NVG）のマウントアームを取り付ける基台であり、3個のネジでヘルメットに固定する3ホール仕様のものが標準装備されている。

## 種類
バリスティック・ハイカット(XP)
最も標準的なタイプで防弾性能はNIJ規格でクラスⅢA相当。総重量はLサイズ1225g。
マリタイム、SF、FTHS
SOCOM向けに調達される側面の装甲を最大限カットした仕様で、防弾性を有するタイプの中では最も軽量に作られている。防弾性能はクラスⅢA相当。マリタイムの総重量はM/Lサイズ1118g。マリタイムの後継となるSFは防護性能を落とすことなく10％軽量化しており、Lサイズで1006g。
RF1ハイカット
7.62x39mm弾に抗弾するクラスⅢ相当の防護性能。Lサイズ1594g
セントリー(XP)
耳の部分の装甲面積を増したタイプ。総重量はLサイズ1363g。
カーボン
カーボンファイバー製の防弾性能をオミットした耐衝撃仕様。偵察や乗車用、ファストロープ訓練等の用途を想定している。総重量はLサイズ656g。
ベース・ジャンプ・ミリタリー
ポリカーボネート製の防弾性能をオミットした耐衝撃仕様。シュラウドが一体成型になっているのが特徴で、訓練や捜索救難等の用途を想定している。総重量はLサイズ630g。

## 採用組織一覧

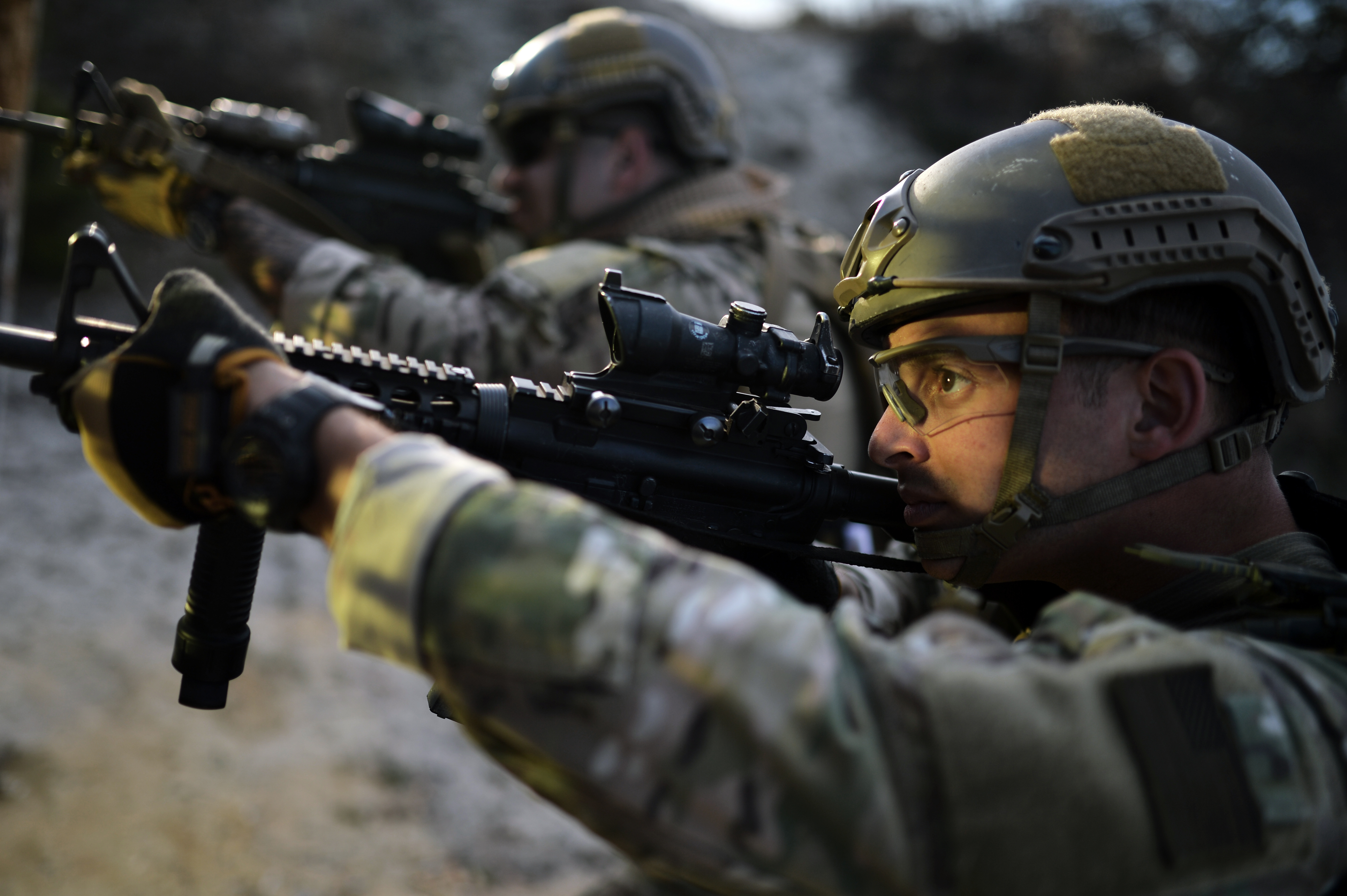
FASTを着用したアメリカ空軍の兵士

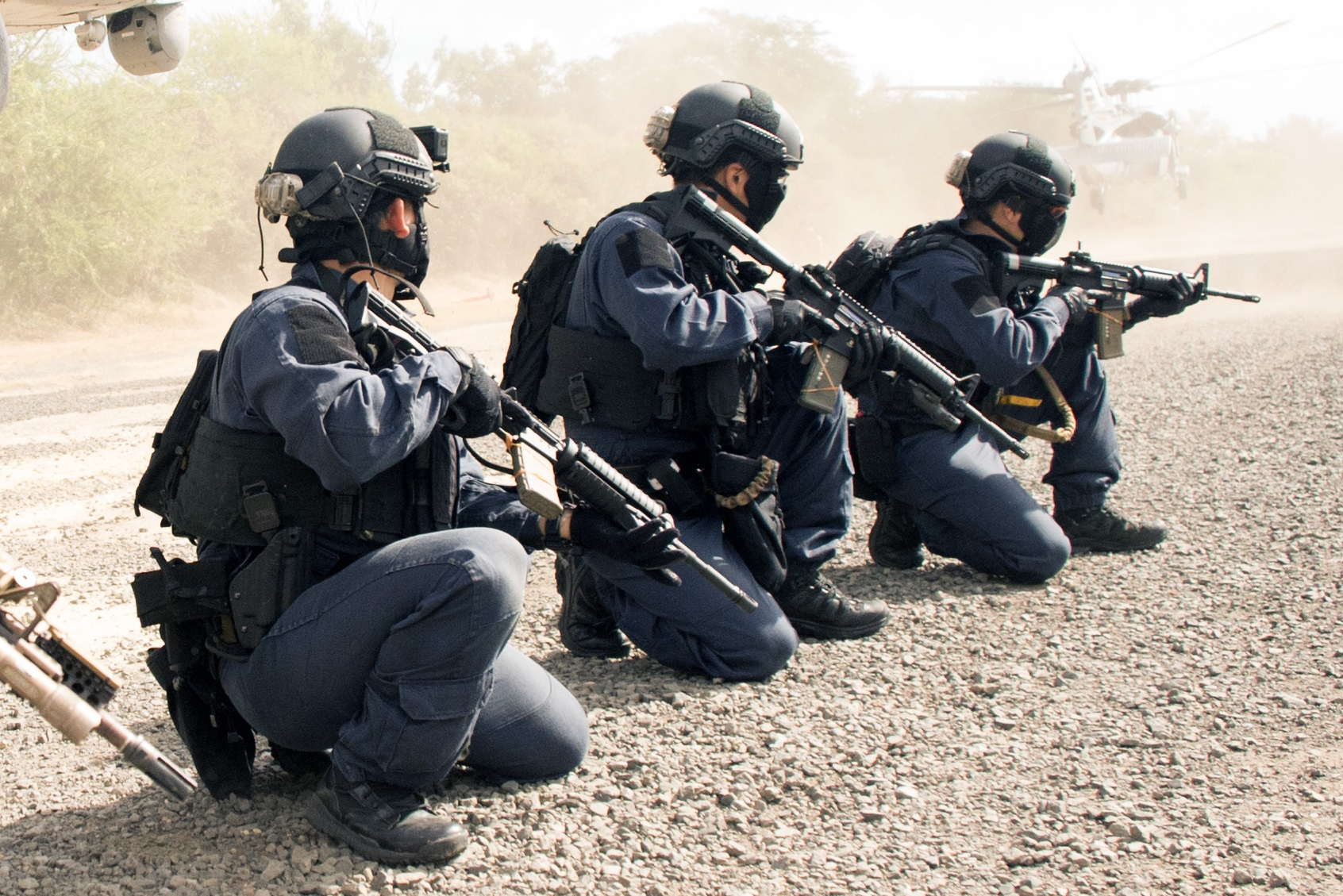
FASTを着用した特別警備隊員

アメリカ合衆国
- アメリカ陸軍
  - 特殊部隊群
  - 第75レンジャー連隊
- アメリカ海軍
  - ネイビーシールズ
- アメリカ空軍
  - 第1特殊作戦航空団
- アメリカ海兵隊
  - アメリカ海兵隊特殊作戦コマンド

- FBI
  - SWATチーム及びHRTが装備

- 警察
  - 各州警察のSWATチームが装備

 日本
- 陸上自衛隊
  - 特殊作戦群
  - 第1空挺団

- 海上自衛隊
  - 特別警備隊
- 航空自衛隊
  - 航空支援隊

## 画像

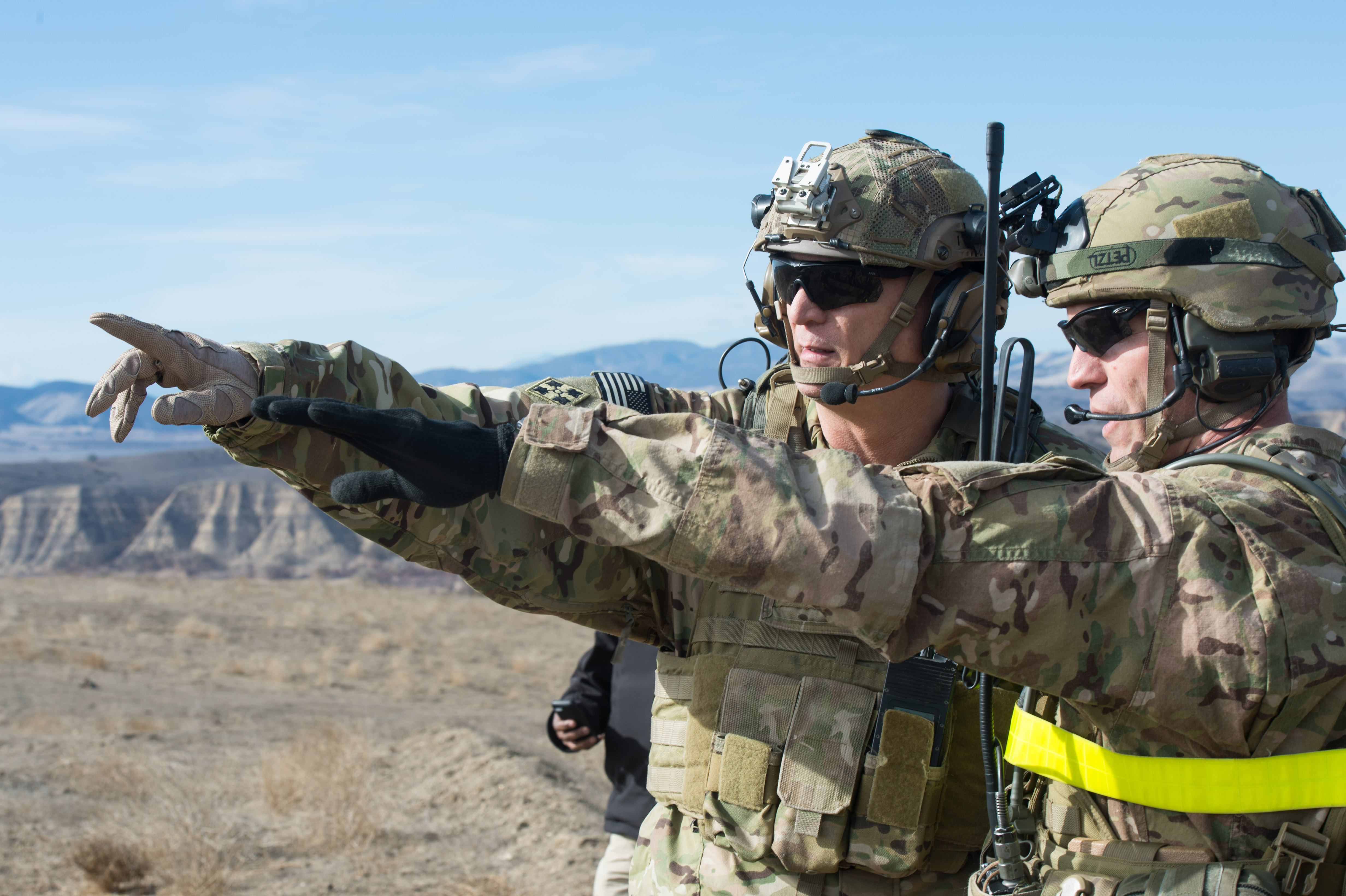
アメリカ陸軍第75レンジャー連隊の兵士FAST(左)とMICH(右)をそれぞれ着用している。
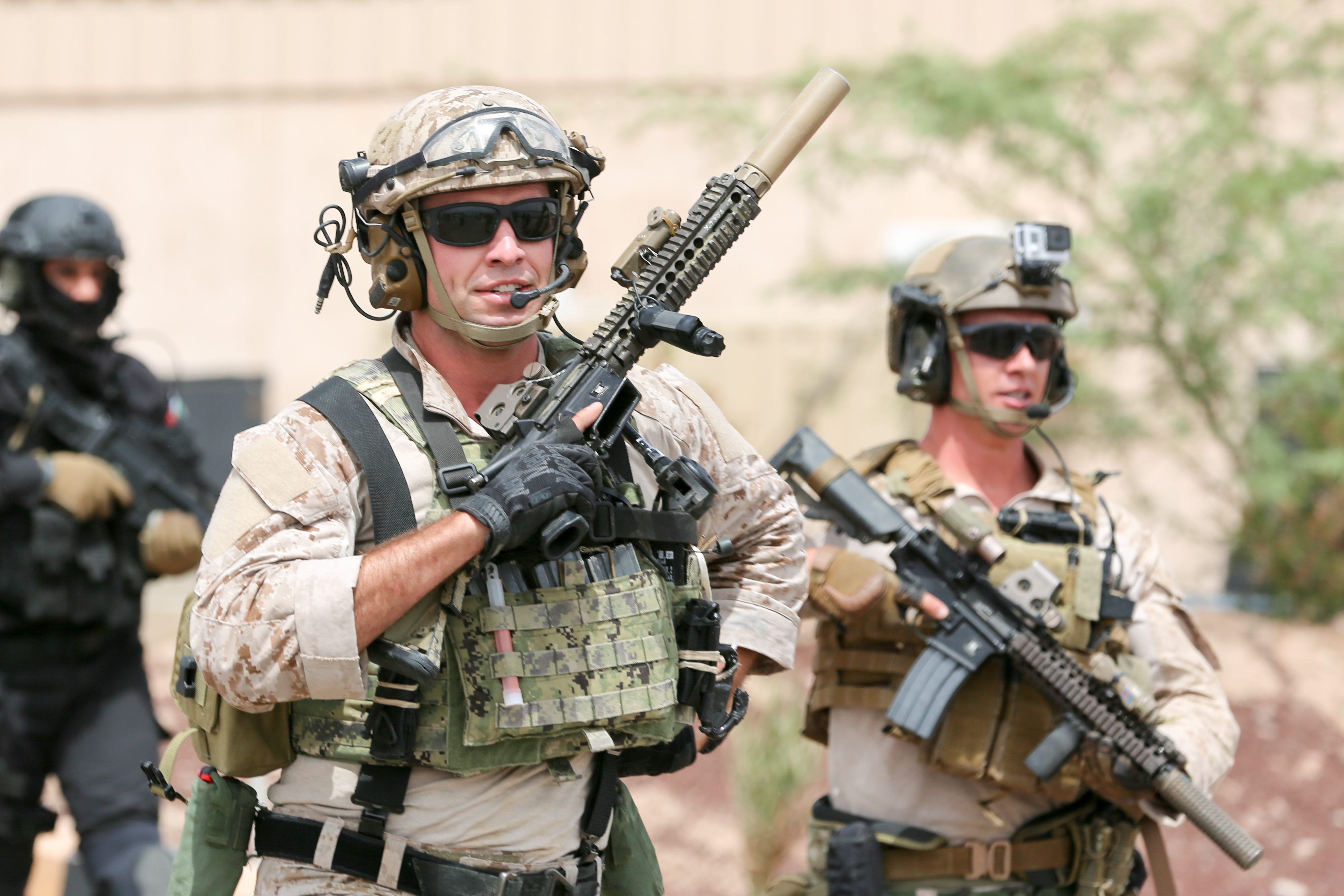
演習にてFASTを着用するSEAL隊員ら
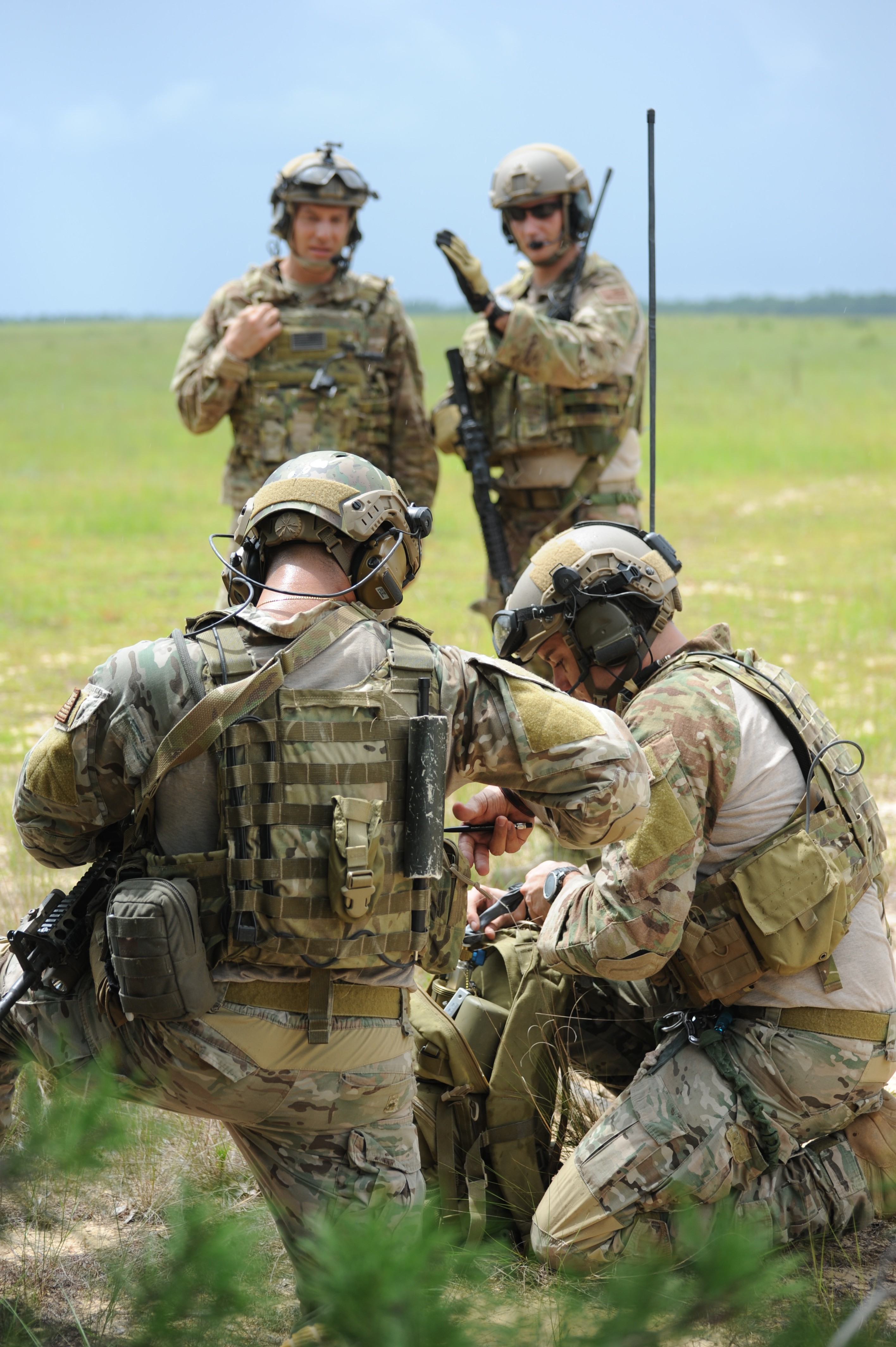
FASTを着用したアメリカ空軍第10戦闘気象中隊の兵士
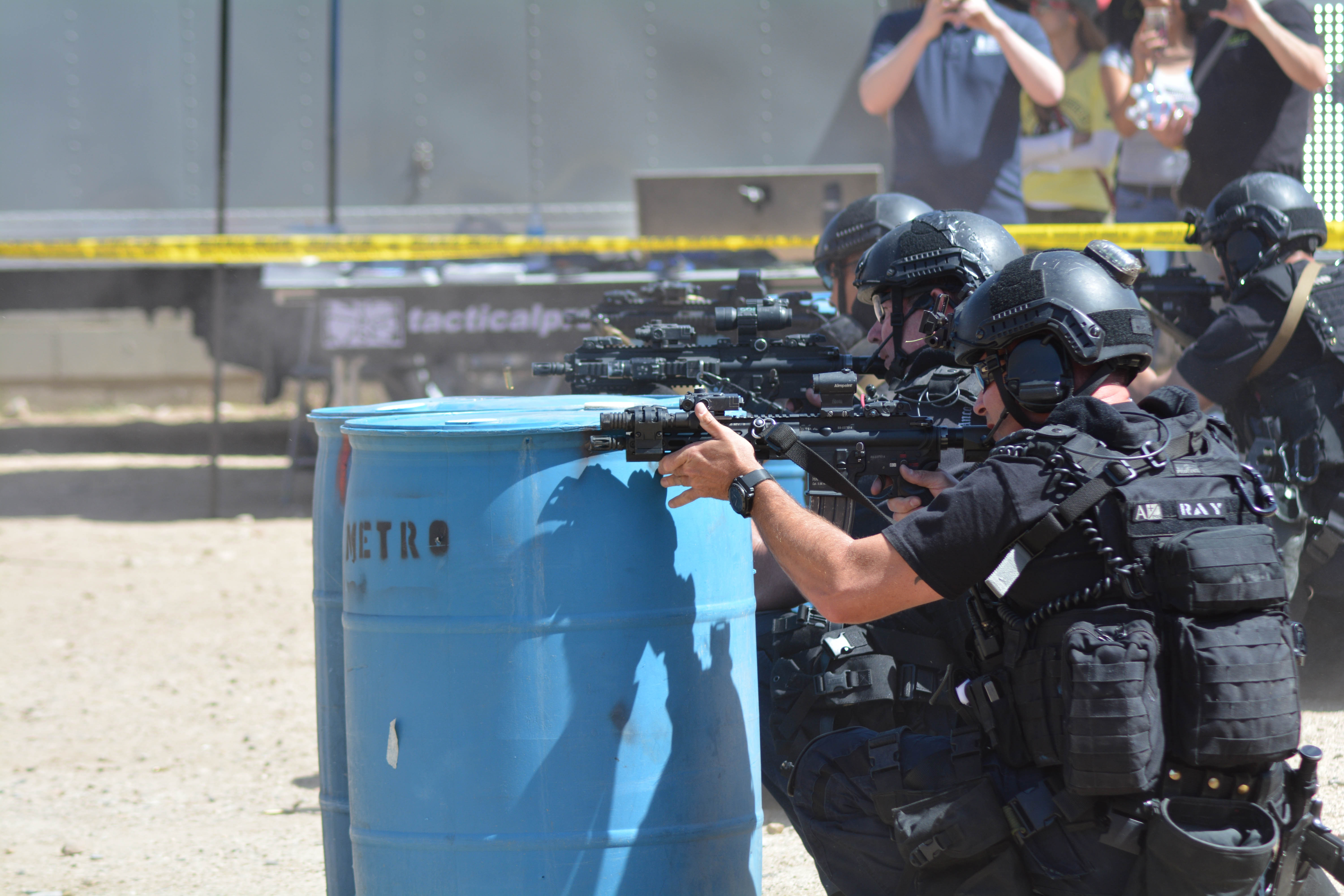
FASTを着用したロサンゼルス市警察のSWAT隊員
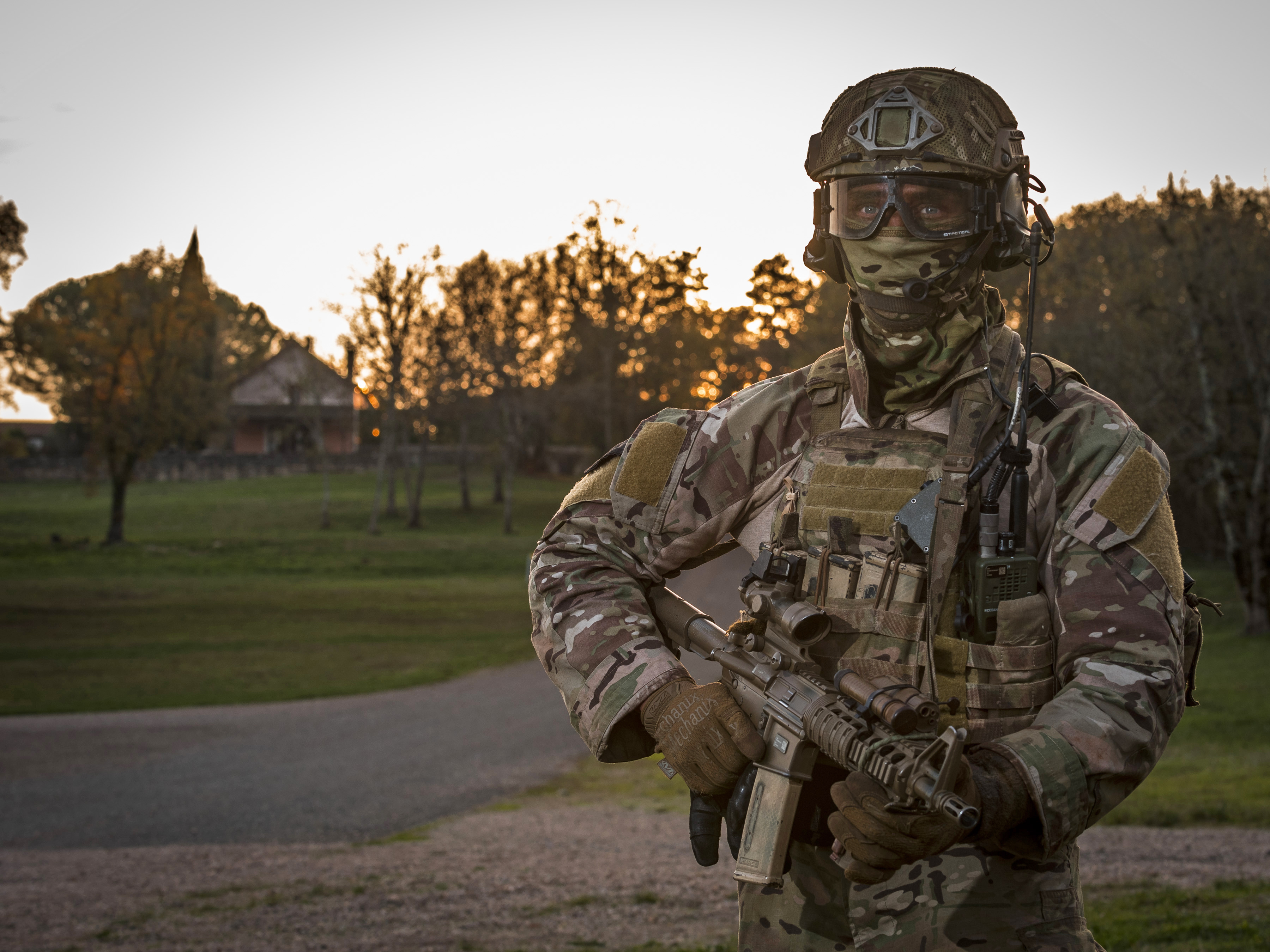
FASTを着用したイギリス陸軍空挺部隊の兵士
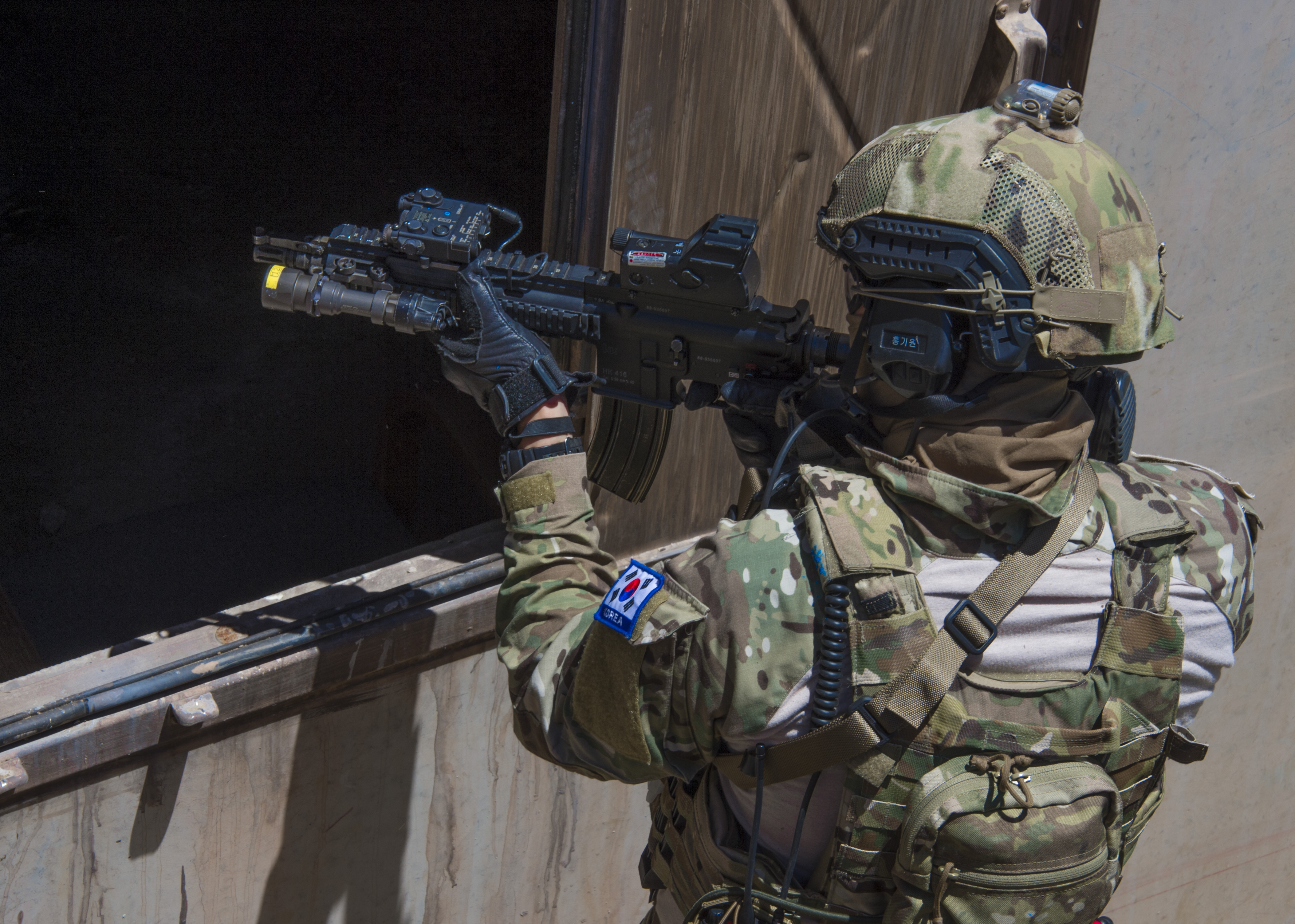
FASTを着用した大韓民国海軍特殊戦旅団の兵士
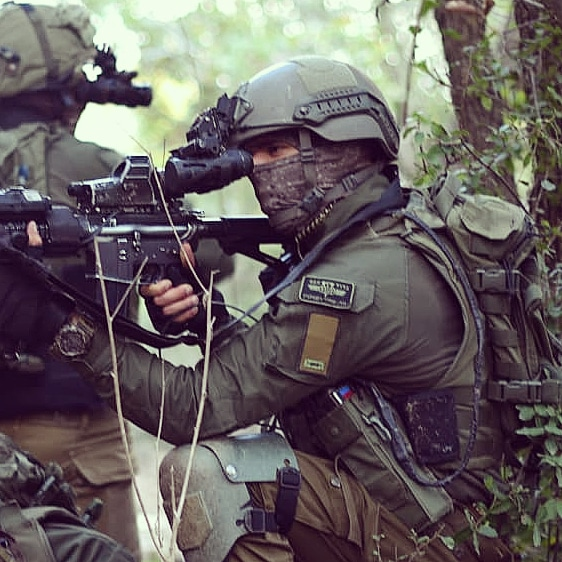
セントリーを着用するイスラエル国防軍第869野戦情報大隊の兵士
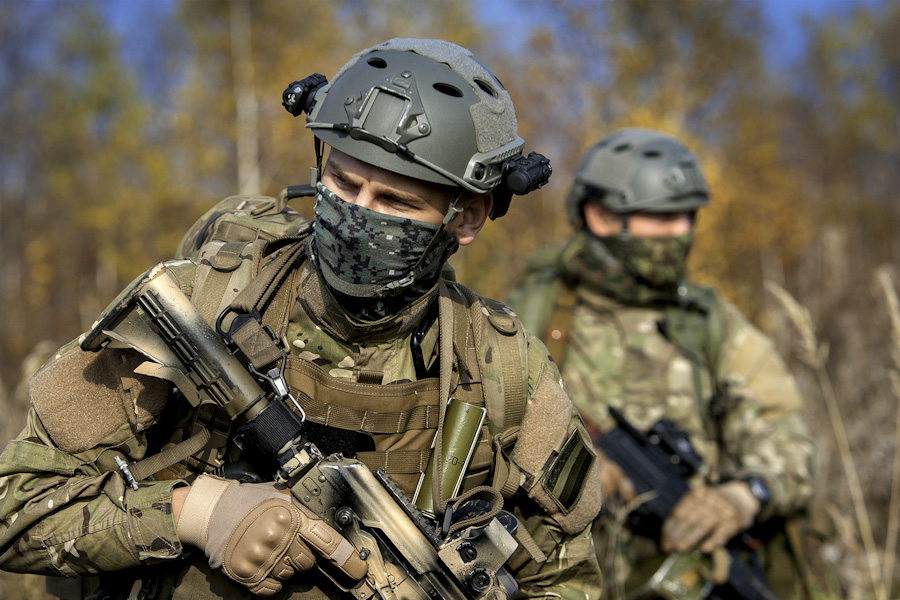
カーボンを着用するロシアの特殊部隊。

## 他のヘルメット、他国のヘルメットとの比較
戦闘用ヘルメットを参照のこと。